# Vuelo 3W de Edinburgh Air Charter
El vuelo 3W de Edinburgh Air Charter, nombre de llamada  "Saltire 3 Whisky", fue un vuelo chárter desde Glasgow a Aberdeen. Una Cessna 404 Titan, G-ILGW, fue utilizada para este vuelo. La operativa había sido contratada por Airtours International Airways para transportar a dos pilotos y siete tripulantes de cabina de pasajeros. Tras su llegada a Aberdeen, los miembros de Airtours tenían previsto operar un Boeing 757 en un vuelo chárter a Palma de Mallorca.
Poco después del despegue, el motor izquierdo falló y el piloto decidió abanderar el motor derecho. En lugar de intentar realizar un aterrizaje de emergencia, el piloto intentó regresar al aeropuerto de Glasgow sin ninguna fuente de potencia y perdió el control mientras intentaba realizar un viraje a la derecha. La aeronave se estrelló y comenzó a arder a aproximadamente una milla náutica del aeropuerto. Los dos pilotos de Edinburgh Air Charter, el primer oficial de Airtours, y cinco de los tripulantes de cabina de AirTours fallecieron en el accidente. El capitán de AirTours y dos tripulantes de cabina de pasajeros sobrevivieron.
El avión se encontraba ligeramente cargado para las condiciones presentes. El informe final recomendó una inspección más frecuente de los motores, asientos más adecuados para colisiones, y considerar la posibilidad de incluir en aeronaves como esta grabadoras de voz de cabina. Como resultado de este accidente se publicó una directiva de aeronavegabilidad por parte de la Dirección de Aviación Civil británica en junio de 2000, requiriendo inspecciones de los adaptadores de arranque y engranajes del cigüeñal de los motores de la serie Continental GTSIO-520.